# Psyttalia bisulcata
Psyttalia bisulcata är en stekelart som först beskrevs av Szepligeti 1914.  Psyttalia bisulcata ingår i släktet Psyttalia och familjen bracksteklar. Inga underarter finns listade i Catalogue of Life.